# بازیلیکا سنت هایسینث
بازیلیکا سنت هایِسینث ((به لهستانی: Bazylika Świętego Jacka)) یک کلیسا بازیلیکا در شهر شیکاگو، ایالات متحده آمریکا است.
این بازیلیکا که در سال ۱۹۲۱ براساس معماری نئوکلاسیسیسم ساخته شده است.